# Vál Valéria
Vál Valéria, férjezett Győző Ferencné, névváltozata: Wahl (Losonc, 1897. január 1. – Budapest, 1982. szeptember 6.) ötvösművész. Sógora Kolozsvári Zsigmond grafikus, szobrász.

## Élete
Wahl Sándor és Heksch Leonóra gyermekeként született izraelita családban. Az Iparrajziskolában Tóth Gyula és R. A. Zutt tanítványa volt. A két világháború között használati és dísztárgyakat készített, melyekkel szerepelt többek között 1935-ben a Magyar Műhely-Szövetség, majd 1936-ban az Ernst Múzeum és a Tamás Galéria kiállításain. A második világháború után elsősorban ékszerek készítésével foglalkozott. 1955-ben egyéni kiállítása volt a budapesti Csók Galériában. Munkái szerepeltek az Ékszer '70 (Csók Galéria) és az Öltözködés '72 (Ernst Múzeum) kiállításokon.
A budapesti Farkasréti temetőben helyezték végső nyugalomra.
Házastársa Győző Ferenc (1900–1945) gépészmérnök volt, akivel 1924. október 25-én Budapesten, a Terézvárosban kötött házasságot. 1945 januárjában a dachaui koncentrációs táborban halt meg.

## Díjai, elismerései
- A IV. Országos Kézművesipari Kiállítás (1932) – ezüstérem
- Az Országos Kézművesipari Kiállítás (1937) – aranyérem
- Az Iparművészeti Társulat kiállítása (1938) – bronzérem
- A Művelődésügyi Minisztérium és a Képcsarnok ötvös használati tárgyak pályázata (1954) – III. díj
- Az Iparművészeti Vállalat divatékszer-pályázata (1956) – II. és III. díj